# يوسف مارتينيلي
يوسيف مارتينيلي (بالألمانية: Josef Martinelli)‏ هو لاعب كرة قدم ألماني في مركز الوسط، ولد في 19 مارس 1936 في Bardenberg ‏ في ألمانيا. لعب مع ألمانيا آخن ورودا كيركراده.